# Jejsing
Jejsing (tysk: Jeising) er en by i Sønderjylland med 439 indbyggere  (2024), beliggende 20 km vest for Tinglev, 16 km syd for Løgumkloster og 8 km øst for Tønder. Byen hører til Tønder Kommune og ligger i Region Syddanmark.
Jejsing hører til Hostrup Sogn, og Hostrup Kirke ligger i landsbyen Hostrup 1½ km nord for Jejsing.

## Faciliteter
- Jejsing Friskole har 61 elever: 18 i 0.-2.klasse, 26 i 3.-6.klasse og 17 i 7.-9.klasse. Skolen har 9 ansatte. Friskolen blev oprettet i 2012 efter at Tønder Kommune nedlagde kommuneskolen, der var renoveret i 1999 og udvidet med en lille idrætshal. Friskolen råder over ca 1.000 m², og resten af skolen benyttes af Jejsing Børneunivers. Hallen drives af Jejsing Ungdoms- og Idrætsforening.[2]
- Jejsing BørneUnivers flyttede ind på den tidligere skole i 2013 og er en selvejende aldersintegreret daginstitution med knap 45 børn i alderen 0-6 år. Den har 10 ansatte.[3]
- Jejsing Tyske Børnehave er også en selvejende integreret institution. Den har plads til 19 børn i vuggestue og børnehave.[4]

## Historie
Jejsing fik jernbanestation på Tønder-Tinglev-banen, der blev åbnet i 1867. Jejsing Station, der i den tyske tid hed Bahnhof Jeising-Hostrup, lå ½ km nordøst for landsbyen Jejsing. På det danske målebordsblad ses syd for stationen en bebyggelse med kro, forsamlingshus, telegrafstation, mejeri og bageri. Denne bebyggelse var endnu ikke vokset sammen med selve landsbyen, hvor der var endnu et bageri.
Persontrafikken på banen blev nedlagt i 1971, men der blev kørt gods indtil 2002. Skinnerne ligger der endnu, og man har kunnet vandre på sporet, men det gror mere og mere til.